# Moschee Wünsdorf

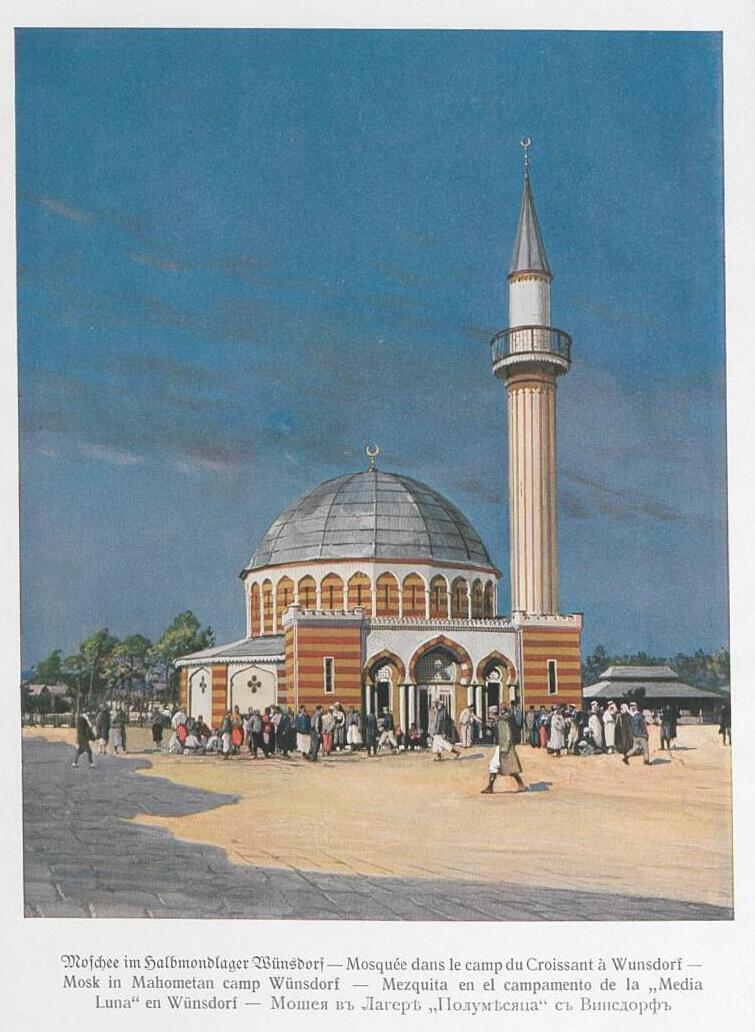
Außenansicht der Moschee in Wünsdorf, 1915

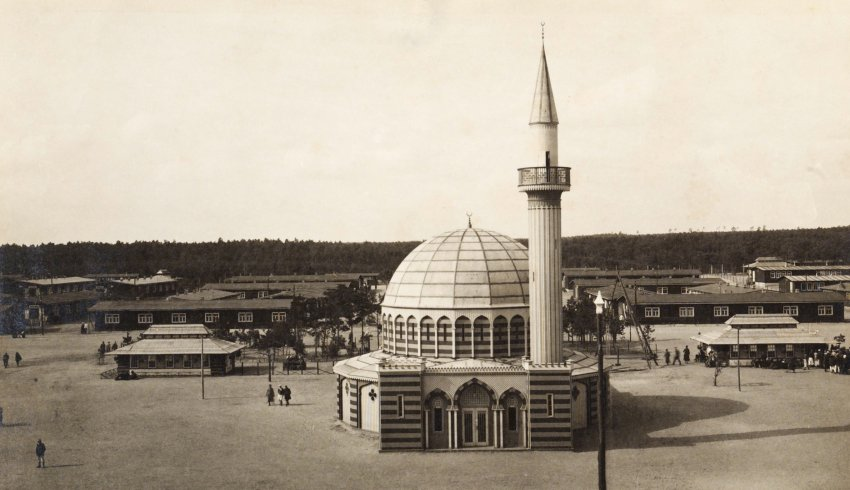
Moschee mit Teilen des Lagers

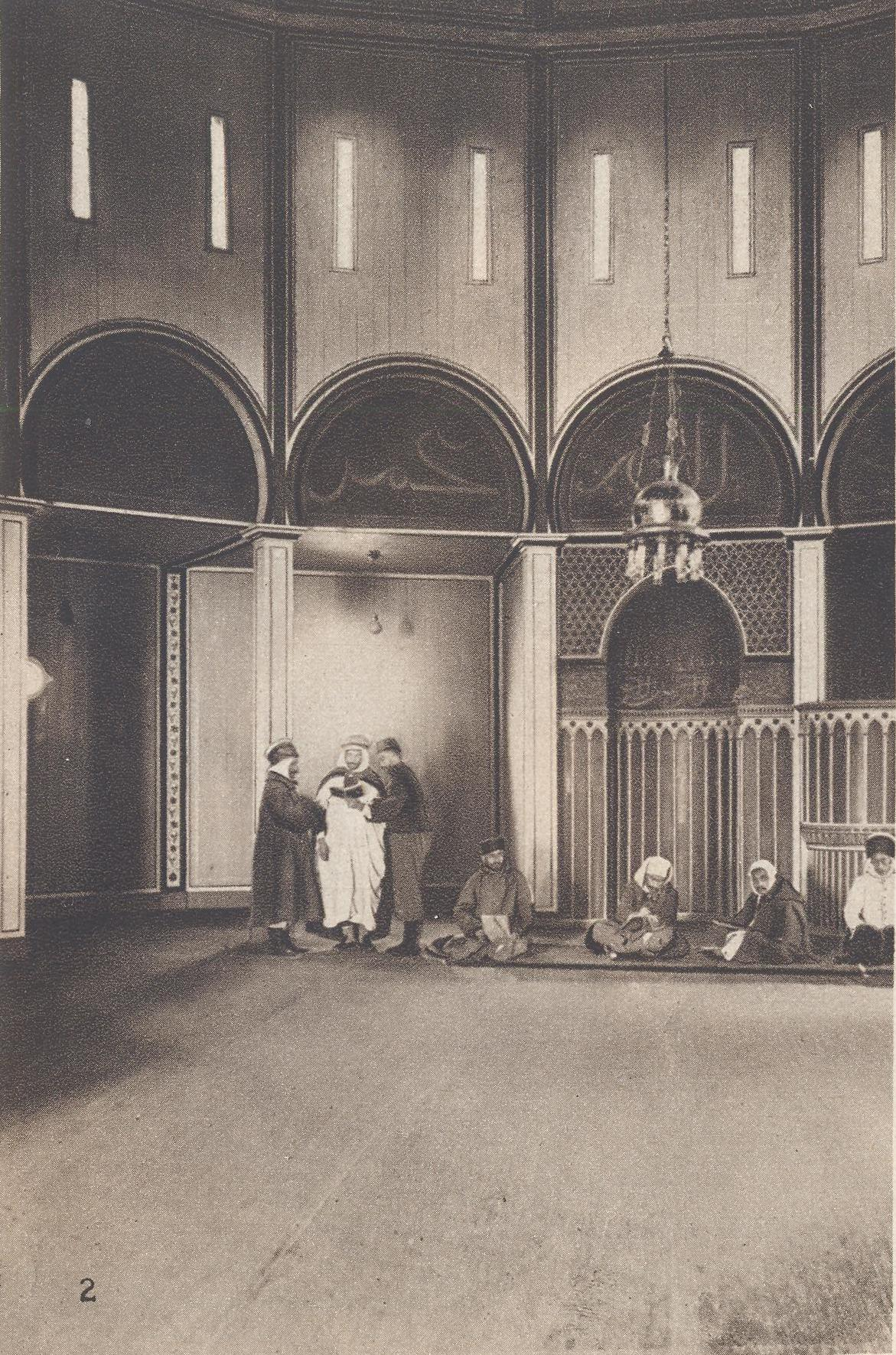
Innenansicht mit Mihrab

Die Moschee in Wünsdorf war die erste Moschee in Deutschland. Sie existierte von 1915 bis 1930 und befand sich im sogenannten Halbmondlager, einem Kriegsgefangenenlager des Ersten Weltkriegs, in Wünsdorf. Früher erbaute, äußerlich Moscheen nachempfundene Gebäude, etwa in Potsdam (Dampfmaschinenhaus für Sanssouci) oder im Schlossgarten von Schwetzingen, waren nicht für den muslimischen Gottesdienst gedacht, sondern dienten dekorativen Zwecken.
Koordinaten: 52° 10′ 2,3″ N, 13° 29′ 0,2″ O

## Vorgeschichte
Der deutsche Botschafter in Istanbul, Hans von Wangenheim, berichtete am 11. November 1914 nach Berlin, Sultan Mehmet V. wünsche, für muslimische Kriegsgefangene in Deutschland eine Moschee zu errichten. Für die deutschen Behörden war die Idee attraktiv. Im Halbmondlager (für indische, nordafrikanische, syrische Internierte, maximal 4000 Personen) sowie im benachbarten Weinberglager (für Internierte aus französischen Kolonien sowie Tataren, maximal 12.000 Personen) sollte den Gefangenen die Befolgung muslimischer Gebote möglichst erleichtert werden, um sie für den „Deutschen Dschihad“ gegen die Kolonialmächte Russland, Frankreich und Großbritannien zu gewinnen. Der „Deutsche Dschihad“, ein Konzept des deutschen Diplomaten Max von Oppenheim, wurde von der Nachrichtenstelle für den Orient in der Zeitung „El Dschihad“ propagiert. Die Zielvorstellung bestand darin, etwa 300 Millionen Muslime, die unter Kolonialherrschaft lebten, gegen die Kolonialmächte zu mobilisieren. Dschihad ist in diesem Kontext nicht im gebräuchlichen Sinne eines Krieges gegen Nichtmuslime, sondern als Strategie im Ersten Weltkrieg zu verstehen. Insgesamt folgten fast 2000 der bis zu 16.000 Internierten dem Aufruf des Sultans zum Eintritt in die Osmanische Armee. Nachdem jedoch wegen schlechter Behandlung viele Freiwillige in dieser Armee desertierten, wurde die Werbeaktion bereits 1916 eingestellt.

## Baubeschreibung
Das Kriegsministerium erteilte im Februar 1915 die Genehmigung für den Moscheebau.
In fünf Wochen errichtete das Charlottenburger Unternehmen Stiebitz und Köpchen das Gebäude für 45.000 Goldmark. Es war ein Holzbau mit beidseitiger Bretterverschalung auf massiven Grundmauern.
Der Kernbau war ein polygonaler, zentral überkuppelter Betsaal mit Umgang; Letzterer war durch Obergaden von der Kuppel abgesetzt und hatte ein Pultdach. Im Süden gab es einen Vorraum mit seitlich angebautem Predigerraum, Leichenwaschraum und Minarett. Im Norden gab es einen in etwa quadratischen Hof mit ebenfalls quadratischem Brunnen samt Fußwannen. Nördlich schloss sich ein Badehaus an.
Der Innen- und Außenanstrich wurde mit Ölfarbe ausgeführt, und zwar war die Grundfarbe Elfenbeinweiß mit roten und grauen Streifen. Der Gebetsraum war mit steinernen Bodenplatten ausgelegt, worauf Matten gebreitet wurden. Das Minarett war 23 Meter hoch. Die zentrale Kuppel hatte einen Durchmesser von 12 Metern. Da die Muslime aus verschiedenen Herkunftsländern stammten, vereinte der eklektizistische Moscheebau im Dienste psychologischer Kriegsführung bewusst „Elemente westislamischer Bauten in Spanien, des Felsendoms, osmanischer Moscheebauten bis hin zum Taj Mahal in Agra.“

## Nutzung und Abriss
Am 13. Juli 1915, mit dem Beginn des Ramadan, wurde die neue Moschee in Anwesenheit des türkischen Diplomaten Mahmut Muhtar Pascha eingeweiht.
Nach Ende des Ersten Weltkriegs kehrten die muslimischen Internierten nach und nach in ihre Herkunftsländer zurück. Eine Gruppe von 90 Muslimen blieb in zwei der Baracken nahe der Moschee wohnen und führte mit Zustimmung der Behörden das religiöse Leben in Wünsdorf weiter.
Als 1924 der Grundstein für die Moschee in Berlin-Wilmersdorf gelegt wurde, verfiel der provisorische Holzbau in Wünsdorf. Die „Gesellschaft für islamische Gottesverehrung“ bot 1927 an, die Wünsdorfer Holzmoschee für 10.000 Reichsmark dem deutschen Staat zu verkaufen und das Geld für den Wilmersdorfer Neubau zu verwenden. Zwei Jahre vor der Fertigstellung der Wilmersdorfer Moschee 1928 wurde das Wünsdorfer Gebäude abgerissen. In der Zeit des Nationalsozialismus wurde das Areal mit militärischen Funktionsbauten überbaut.

## Archäologische Untersuchung nach 100 Jahren
Am 13. Juli 2015 begann eine Lehr- und Forschungsgrabung des Brandenburgischen Landesamts für Denkmalpflege und des Instituts für Vorderasiatische Archäologie der Freien Universität Berlin auf dem ehemaligen Moscheegelände. So sollte die Baugeschichte des Bodendenkmals Wünsdorf 48 „Kriegsgefangenenlager 1914–1918 mit Standort einer Moschee“ dokumentiert werden, in Vorbereitung einer geplanten Erstaufnahmeeinrichtung für Flüchtlinge an dieser Stelle.
Der Zentralbau und der nördliche Vorbau der Moschee befanden sich unter dem heutigen Parkplatz und waren von den Baumaßnahmen nicht betroffen. Die Grabung galt deshalb dem südlichen Vorbau mit Minarett. Die Archäologen fanden Fundamentreste aus industriell gefertigten Ziegelsteinen mit Strichmörtel und Zementplatten. Diese Reste gehörten zum Wasch- und Baderaum. Auch das Be- und Entwässerungssystem dieser Einrichtung war nachweisbar. Den eigentlichen Gebetsraum betreffend, stellte man fest, dass die Ziegelsteine der Fundamente sowie die Bodenplatten beim Abriss gezielt abgeräumt worden waren, vermutlich um sie anderweitig zu verwenden. Was blieb, war Schutt: Estrichbrocken, Eisenverspannungen, Fragmente der Kronleuchter und farbige Glasstücke von Kuppelfenstern und Lampen.
Die aktuelle Nutzung des Geländes als Containerkomplex, in dem Flüchtlinge wohnen, „enthält die bittere Ironie, dass ein … nicht gerade erfolgreicher Plan religiös-militärischer Aggression, der Jihad, von einem Ort ausging, an dem hundert Jahre später seine Opfer nach Schutz suchen müssen – unter räumlichen Verhältnissen, die denen der damals dort Wohnenden gar nicht unähnlich sind.“
An Deutschlands älteste Moschee erinnern eine Informationstafel, der Name der dort verlaufenden Moscheestraße und einige Soldatengräber.